# Novak (nome)
Novak (in cirillico: Новак) è un nome proprio di persona serbo maschile.

## Origine e diffusione
Si basa sul termine serbo нов (nov), che vuol dire "nuovo"; è quindi affine per significato a nomi quali Navin e Novella.

## Onomastico
Il nome è adespota, ovvero non è portato da alcun santo. L'onomastico si può eventualmente festeggiare il 1º novembre, giorno di Ognissanti.

## Persone

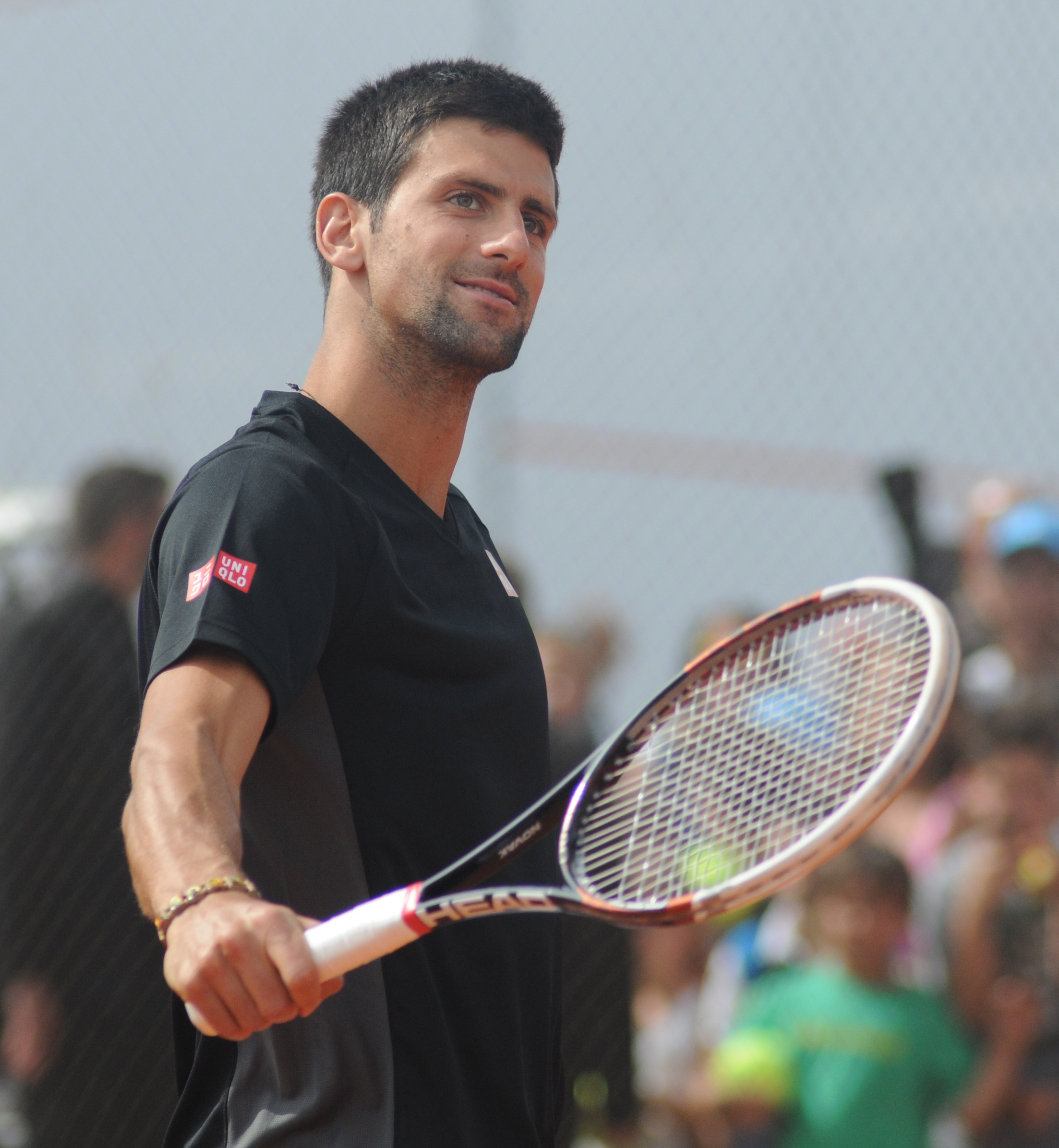
Novak Đoković

- Novak Đoković, tennista serbo
- Novak Martinović, calciatore serbo
- Novak Roganović, calciatore serbo
- Novak Tomić, calciatore jugoslavo